# Кларксбург (Меріленд)
Кларксбург (англ. Clarksburg) — переписна місцевість (CDP) в США, в окрузі Монтгомері штату Меріленд. Населення — 29 051 особа (2020).

## Географія
Кларксбург розташований за координатами 39°14′9″ пн. ш. 77°15′48″ зх. д. / 39.23583° пн. ш. 77.26333° зх. д. (39.235873, -77.263348).  За даними Бюро перепису населення США в 2010 році переписна місцевість мала площу 21,30 км², з яких 21,26 км² — суходіл та 0,04 км² — водойми.

## Демографія
Згідно з переписом 2010 року, у переписній місцевості мешкало 13 766 осіб у 4157 домогосподарствах у складі 3608 родин. Густота населення становила 646 осіб/км².  Було 4352 помешкання (204/км²).
Расовий склад населення:
| - 44,1 % — білих - 33,6 % — азіатів - 14,7 % — чорних або афроамериканців - 0,1 % — вихідців з тихоокеанських островів - 0,1 % — корінних американців - 3,1 % — осіб інших рас |

До двох чи більше рас належало 4,2 %. Частка іспаномовних становила 9,8 % від усіх жителів.
За віковим діапазоном населення розподілялося таким чином: 32,7 % — особи молодші 18 років, 62,6 % — особи у віці 18—64 років, 4,7 % — особи у віці 65 років та старші. Медіана віку мешканця становила 33,9 року. На 100 осіб жіночої статі у переписній місцевості припадало 94,4 чоловіків;  на 100 жінок у віці від 18 років та старших — 93,0 чоловіків також старших 18 років.
Середній дохід на одне домашнє господарство  становив 143 461 долар США (медіана — 135 078), а середній дохід на одну сім'ю — 148 194 долари (медіана — 137 431). Медіана доходів становила 89 448 доларів для чоловіків та 76 733 долари для жінок. За межею бідності перебувало 4,1 % осіб, у тому числі 3,8 % дітей у віці до 18 років та 2,8 % осіб у віці 65 років та старших.
Цивільне працевлаштоване населення становило 9473 особи. Основні галузі зайнятості: науковці, спеціалісти, менеджери — 26,0 %, освіта, охорона здоров'я та соціальна допомога — 20,1 %, публічна адміністрація — 12,3 %, роздрібна торгівля — 8,7 %.